# Религия в Исландия
Религията в Исландия първоначално е скандинавско езичество, в което са вярвали всички средновековни скандинавци до християнизацията.
По-късно страната става полухристиянска и след това изцяло християнска. Тази нарастваща християнизация кулминира в периода на пиетизма, когато нехристиянските забавления били забранени. Населението е предимно лутеранско. Въпреки това има немалък брой баптисти, католици, Свидетели на Йехова, бахаи, езичници, мормони, мюсюлмани и др.

## Реформация
По време на Реформацията Исландия приема Лутеранството за сметка на по-ранно приетия римокатолицизъм. Местните Одур Готскалксон и Гизур Ейнарсон стават ученици на Мартин Лутер и скоро верни негови последователи, особено след като кралят на Дания и Норвегия Кристиан III се обявил за последовател на лутеранството и започва да го налага в кралството си.
Реформацията се налага много по-жестоко в Исландия, отколкото в другите земи управлявани от Дания, заради католическо-националистическата съпротива на Йон Арасон, която ескалира почти до гражданска война. Йон Арасон и Огмундур Палсон, католически епископи на Скалхолт и Холар съответно, се противопоставят на усилията за насърчаване на Реформацията. Огмундур бил депортиран от датски служители през 1541, но Арасон решил да се бори. Борбата срещу Реформацията приключила през 1550 г., когато Арасон бил заловен, след като е победен в битката при Саудафел от лоялистките сили на Дади Гудмундсон. Арасон и двамата му сина впоследствие били обезглавени в Скалхоут на 7 ноември 1550 г.
Лутеранството е било въведено строго в обществото, докато католицизмът бил поставен извън закона, а собствеността на католическата църква била иззета от управниците в Исландия.
Въпреки че латинският език останал официален за Лутеранската църква на Исландия до 1686 г. и голяма част от бившата католическа терминология и други странични неща били задържани, Лутеранската църква се различавала значително в доктрината.
Тези католици, които отказвали да сменят вярата си, в крайна сметка избягали в Шотландия. На католическите свещеници е било забранено да стъпват на исландска земя повече от 3 столетия.
Католическата църква възобновява мисионерската си дейност в Исландия през 1850 г. и днес около 12 414 исландци принадлежат към тази вяра.

## Пиетизъм
Възникнал през 18 в., пиетизмът придобива голямо значение поради активната дейност, която има в Дания. Пиетистите разширяват печата и литературата в Исландия]]. Въпреки това образованието и грамотността за пиетистите са били преди всичко за религиозна употреба и са обезсърчавали всичко друго без религиозен смисъл. Това е довело до забрана на определени неща като танци и други развлечения.

## В днешно време
Около 281 000 исландци (85,5 % от населението) са членове на християнска конгрегация, от които повечето от тях (242 743 души или 73,8%) са членове на Евангелската Лутеранска Църква на Исландия.
Според проучване от 2004 г. 69,3 % от общото население твърди, че е „религиозно“, докато 19,1 % заявява, че не е религиозно, а 11,6 % не са отговорили. От тези, които казват, че са религиозни, 76,3 % казват, че са християни, докато 22,4 % заявяват, че „вярват по свой начин“.
Както и в другите скандинавски страни, посещаемостта на църква е относително ниска: само 10 % от исландците ходят на църква веднъж месечно или по-често, 43 % никога не ходят на църква, а 15,9 % ходят на църква веднъж годишно.
На молба да се избере израз, който най-добре би представил мнението им 39,4 % от исландците заявяват, че вярват в съществуването на милосърден бог, на когото може да се молим; 19,2 % заявяват, че бог трябва да съществува или животът ще е безсмислен; 19,7 % заявяват, че е невъзможно да се знае дали съществува бог; 26,2 % заявяват, че не съществува бог; 9,45 % казват, че бог е създал вселената; 9,7 % заявяват, че никой от посочените отговори не отговаря на тяхното мнение.

## Християнство
Официално нацията е религиозно хомогенна. Почти всички религиозни последователи са християни и огромното мнозинство от тях са лутерани. Църковната посещаемост обаче остава ниска. При раждането му всяко дете се вписва в религиозната група на майката, към която тя принадлежи.
Лутеранство
Официалната статистика поставя Исландия като държава с изключително много лутерани.
Главната църква е Евангелската Лутеранска Църква на Исландия, която представлява 73,8% от населението по данни от 2014 г. Въпреки че Лутеранизма е държавна религия в Исландия но религиозната свобода се практикува. Също така има и други лутерански църкви, които проповядват 4,9% от населението. През последните години се наблюдава увеличение на дела на хората които посещават другите лутерански църкви. Общо около 78,7% от населението е регистрирано като лутеранско. Въпреки това тази статистика се счита от някои като подвеждаща, тъй като повечето хора автоматично се регистрират като членове на Евангелската Църква на Исландия. Резултатите показват, че 11% от населението посещава религиозните служби редовно, а 44% никога не присъства.
Католицизъм
Римо-католицизмът е втората най-разпространена вяра в Исландия след Лутеранството, въпреки че продължава да се практикува от една малка част (3,73% от населението). Има католическа епархия със седалище в столицата Рейкявик. Половината от католиците в страната са чужденци, като основните групи са филипинците и поляците. Ако те бъдат изключени, католиците ще бъдат около 1 – 2 %, което е типично за Скандинавието.
През 20 в. Исландия има видни творци и писатели които са били за кратко католици. За известно време писателят Халдоур Лакснес е бил католик. Въпреки че това не продължава дълго, католическият му период е от значение поради мястото му в съвременната исландска литература. Друг по-известен католически писател е Йон Свейнсон. На 13 години се мести във Франция, влиза в Обществото на Иисус (религиозен орден на Римокатолическата църква) и става йезуит. Такъв остава до края на живота си. Той е автор на детски книги (които пише предимно на немски) и дори ликът му е изобразен на пощенски марки.
Петдесятничество
Петдесятничеството има 2108 членове (0,64% от населението) през януари 2015 г. Техни църкви има в Кеплавик, Акюрейри и в столицата.
Англиканство
Англиканската църква е в необичайна позиция в Исландия. Въпреки че е значителна световна вяра (с около 80 милиона членове), тя има ограничено присъствие в Исландия, и нейното бъдещо разширяване може да бъде ограничено от влизането и в „съгласие на пълно общение“ с Лутеранската църква на Исландия, известно като споразумението от Порвоо.
По този начин, англиканите, може ефективно да се смятат за лутерани в Исландия, двете религии имат пълно разпознаване между вярванията и практиката, и служение. Въпреки това, англиканското паство прави месечно служби в Рейкявик, използвайки лутеранската църква Халгримскиркя, молят се на английски в съответствие с ритуалите на Църквата на Англия.
Църква на адвентистите от седмия ден
Адвентистите от седмия ден имат организация в Исландия. Те имат свой собствен сайт, а също и местни съвещания. Гавин Антъни е водеща фигура за адвентизма в Исландия. Техния растеж е постоянен в продължение на 10 години, адвентистите са склонни да казват, че това е причинено от секуларизма на нацията. През януари 2015 г. е имало 721 адвентисти, около 0,22% от населението.
Църква на Исус Христос на светиите от последните дни
Мормоните има сравнително малко присъствие в Исландия, но си струва да бъдат споменати по исторически причини. През 19 в. мормонските мисионери идват в Исландия и покръстват няколко местни жители. През 1885 г. тези жители ще дадат началото на първата исландска общност в чужбина в Спаниш Форк, Юта.
Към 1 януари 2016 г. Исландия има 173 члена на мормонската църква (най-вече в Рейкявик и Селфос). В Рейкявик се намира и Центъра за семейна история на църквата.
Баптисти
В историята на Исландия няма сведения за Баптистката църква до 1980 г., макар и неофициално, са признати в исландския регистър до 1994 г. От началото на 1900 по-малко от 10 мисионерски семейства са се опитали да започнат църква в Исландия. Според националния регистър на Исландия, има две баптистки църкви: Първа баптистка църква и Баптистка църква на Емануел. Първата баптистка църква е християнска църква, която твърди, че следва учението на Библията. Те прадлагат услуги на исландски и на английски. От 1999 г. пастор Патрик Уеймър и неговата съпруга Вики установяват църква на исландско говоримите граждани а по-късно се сливат с английско говорещата църква когато военната база е затворена. Пасторът и съпругата му, имат исландско гражданство и исландски имена; регистрирани са като: Виктория Карлсдотир и Патрекур Вилхемсон.
През 2001 г. мисионерите Джереми Грешам и Бен Уортън започват да работят за строежа на баптистка църква в района на Рейкявик, база за около 200 000, което е една трета от населението на Исландия. С всяка изминала година църквата се разраства и вече е рагистрирана от исландското правителство като Баптистка църква на Емануел. Мисионерът Робърт Хансен е пастор на църквата. Баптистката църква на Емануел предлага разнообразие в четенето на Библията на исландски и английски, различни седмични програми и услуги.
Джони Райт (служил в Исландия през 1989 – 2006 г.) е първият пастор на първата баптистка църква при официалната и регистрация през 1994 г. Майкъл Харисън е мисионер от Дружеството на Баптистката Библия служил там. Сградата на баптистката църква е разположена на южния полуостров на Исландия в Нярдавик, където живеят около 25 000 души. Седмичната посещаемост (75% от които са младежи) обикновено е 80 – 120 души (въпреки че само 30 са регистрирани).
Православие
Православието в лицето на Сръбската и Руската църкви имат малко присъствие на острова. Руската църква планира изграждането на църква от 2011 г. През 2016 г. е представен проект за нея.
Свидетели на Йехова
Според Свидетелите на Йехова организацията има 348 членове в Исландия, в 5 конгрегации. Националният регистър ги оценява на 2 пъти по този брой, на базата на самоидентификация.
Други
Различни други християнски деноминации са представени с по-малко от 1000 регистрирани последователи.

## Езичество
От 1970 г. се забелязва възраждане на скандинавското езичество в Исландия. Считано от 2009 г., езическата асоциация Асатру има 1395 регистрирани членове, съответстващи на 0,4% от общото население.

## Бахайство
Бахайската вяра в Исландия започва своето развитие на острова, когато американката Амелия Колинс посетила страната през 1924 г. Първият исландец бахай е Холмфридур Арнадотир.
Религията е призната от правителството през 1966 г. и първият Бахайски Национален духовен съвет бил избран през 1972 г. Има около 400 бахаи в страната, ръководени от 8 духовни асамблеи.

## Будизъм
Будизмът в Исландия съществува от края на 1970-те год., когато първият исландски член на Сока Гакай се завърнала у дома от Англия, където била въведена в течението на будизма Ничирен Дайшонин. На 17 юни 1980 г. исландската Сока Гакай официално е създадена и оттогава исландския клон е нараснал до почти 200 членове. През 1990 г. повече последователи на будизма намират пътя си в Исландия чрез имигранти, голяма част от Тайланд. Считано от 2009 г., има три будистки организации в Исландия официално признати като религиозни организации от правителството на Исландия. Общия брой на членовете и на трите организаци възлиза на около 1082.

## Ислям
Исландия има 371 членове на Асоциацията на мюсюлманите в Исландия (2009). Повечето от мюсюлманите в страната живеят във или близо до Рейкявик, но има малък брой в Далвик.
Няма джамии в Исландия. Общността има свое собствено помещение на третия етаж в офис сграда в Рейкявик от 2002 г. насам. Предлага място за дневни и нощни молитви, който привлича основна група от 30 лица със смесица от местни исландци и мюсюлмани от цял свят.
През 2000 г. мюсюлманската асоциация кандидатства за изграждане на джамия в Рейкявик. Въпреки това градът не е одобрил пълните планове, въпреки че е предложена парцел земя, от 1500 кв. м. през 2001 г. – по-малко от половината от земята, която се изисква от мюсюлманската асоциация. Одобрение на допълнителната земя впоследствие е обвързано с одобрението на Руската православна църква.

## Юдаизъм
Броят на евреите се оценява на около 90 души. Еврейското население е достатъчно малко, затова не е регистрирано и е посочено като неуточнен / други групи. Няма синагога или молитвен дом.
Няма значително еврейско население или имиграция в Исландия до 20 в., въпреки че някои еврейски търговци са живели в Исландия временно през 19 в. Отношението на исландците към евреите е в границите от съчувствие за тежкото им положение, до обвиняване заради болшевизма, наред с други неща. Въпреки че повечето исландци осъждат преследването им, те отказват достъп на евреи, които бягат от Нацистка Германия, така че еврейското население не се увеличава много по време на Втората световна война. Днес евреите остават малцинство в Исландия. До 60 души посещават от време на време еврейски празници или лекции от еврейски имигранти, но с това не се отразяват реално еврейското население. През 2011 г. Пасха колективно се е чествала в Рейкявик. Световния еврейски конгрес не са имали данни за евреи, живеещи в Исландия до 1998 г., което предполага, че евреите са под 120 (и вероятно и под тази цифра). Уеб сайт на католическата епархия посочва, че има само 30 евреи в Исландия.
В допълнение към малкия брой бившата първа дама на страната Дорит Моусаиф е бухарска еврейка и вероятно най-значимата еврейка в исландската история. Моусаиф е родена в Израел и има както израелско, така и исландско гражданство. Тя въвежда еврейската култура в страната по убедителен начин за противодействие на антисемитизма.

## Атеизъм
11 % от исландците „не вярват в какъвто и да е дух, Бог или жизнена сила“ според проучване на Евробарометър от 2004 г. Този дял е по-нисък, отколкото в Норвегия или Обединеното кралство, докато делът на вярващите в Исландия е същият като във Великобритания и по-висок отколкото в повечето от скандинавските страни. Мнозинството от исландците вярват в „дух или жизнена сила“ повече отколкото в бог.
|  | Тази страница частично или изцяло представлява превод на страницата Religion in Iceland в Уикипедия на английски. Оригиналният текст, както и този превод, са защитени от Лиценза „Криейтив Комънс – Признание – Споделяне на споделеното“, а за съдържание, създадено преди юни 2009 година – от Лиценза за свободна документация на ГНУ. Прегледайте историята на редакциите на оригиналната страница, както и на преводната страница, за да видите списъка на съавторите. ВАЖНО: Този шаблон се отнася единствено до авторските права върху съдържанието на статията. Добавянето му не отменя изискването да се посочват конкретни източници на твърденията, които да бъдат благонадеждни. |